# Charrúa Ridge
Charrúa Ridge (spanisch Monte Charrúa) ist ein bis zu 340 m hoher Gebirgskamm mit ostwestlicher Ausrichtung auf der Livingston-Insel im Archipel der Südlichen Shetlandinseln. Er ragt an der Nordostseite der Bucht Johnsons Dock auf der Hurd-Halbinsel auf.
Der Name Monte Charrúa ist erstmals auf einer argentinischen Landkarte aus dem Jahr 1954 zu finden. Namensgeber ist die Charrúa, ein vormals unter dem Namen Marietta gelisteter Schlepper der United States Navy, der bei der von 1947 bis 1948 dauernden argentinischen Antarktisexpedition zum Einsatz kam. Das UK Antarctic Place-Names Committee übertrug die Benennung 1991 unter Anpassung an die Natur des Objekts ins Englische.